# Parastromateus niger
Parastromateus niger es una especie de peces de la familia Carangidae en el orden de los Perciformes.

## Morfología
• Los machos pueden llegar alcanzar los 75 cm de longitud total.

## Alimentación
Come zoo plancton.

## Distribución geográfica
Se encuentra desde las  costas del África Oriental hasta las del sur del Japón y Australia.